# (35644) 1998 KW59
1998 KW59 (asteroide 35644) é um asteroide da cintura principal. Possui uma excentricidade de 0.17521830 e uma inclinação de 8.43915º.
Este asteroide foi descoberto no dia 23 de maio de 1998 por LINEAR em Socorro.